# Sjoukje Dijkstra
Sjoukje Rosalinde Dijkstra (Provincia de Frisia, Países Bajos; 28 de enero de 1942-Someren, 2 de mayo de 2024) fue una patinadora artística sobre hielo neerlandesa. Ganadora en seis ocasiones del Campeonato Nacional de Países Bajos (1959-1964), tres veces ganadora del Campeonato del Mundo (1962–1964), ganadora en cinco ocasiones del Campeonato Europeo (1960–1964). Medallista de oro en los Juegos Olímpicos de Innsbruck 1964 y plata en los Juegos Olímpicos de Squaw Valley 1960.

## Carrera
Nació en enero de 1942, en Akkrum, Países Bajos. Es hija del patinador de velocidad olímpico Lou Dijkstra. Estuvo casada con Karl Kossmayer y tuvieron dos hijas. En la temporada 1953–1954 ganó su primera medalla de bronce en un campeonato nacional en nivel sénior, fue asignada a su primera competición internacional de la ISU, el Campeonato Europeo en 1954, fue celebrado en Bolzano y se ubicó en el lugar 19. Su debut olímpico fue en Cortina d'Ampezzo 1956, donde logró el lugar 12 general. Tras ganar cuatro veces seguidas la medalla de plata, en el campeonato nacional de la temporada 1958–1959 obtiene por primera vez el oro. En el Campeonato Europeo de 1959 ganó la medalla de plata y el bronce en el Campeonato Mundial de 1959.
Su segunda participación olímpica le dio la medalla de plata en Squaw Valley 1960 y también se llevó la plata en el Campeonato Mundial de Vancouver 1960. Su racha ganadora duró entre los años 1961 hasta 1954, donde ganó los campeonatos europeos y mundiales. Con su sexto título nacional, en el tercer evento olímpico de su carrera, ganó el oro en Innsbruck 1964, el primer oro en olimpiadas de invierno para su país. Durante su carrera competiviva fue entrenada por Arnold Gerschwiler en Richmond, Reino Unido. Dijkstra destacó por su fuerza atlética, buenos saltos axel y piruetas de calidad. Después de 1964 comenzó un tour de espectáculo sobre hielo llamado Holiday On Ice, además se convirtió en asesora de la Federación Neerlandesa de Patinaje en 1985. En 2005 fue galardonada con el Trofeo Fanny Blankers-Koen por su contribución al deporte neerlandés, y en enero de 2014 fue nombrada miembro del Salón de la fama del patinaje artístico internacional durante una ceremonia en Boston, Massachusetts.

### Resultados
| Internacional                | Internacional | Internacional | Internacional | Internacional | Internacional | Internacional | Internacional | Internacional | Internacional | Internacional | Internacional |
| Evento                       | 53–54         | 54–55         | 55–56         | 56–57         | 57–58         | 58–59         | 59–60         | 60–61         | 61–62         | 62–63         | 63–64         |
| ---------------------------- | ------------- | ------------- | ------------- | ------------- | ------------- | ------------- | ------------- | ------------- | ------------- | ------------- | ------------- |
| Juegos Olímpicos de invierno |               |               | 12            |               |               |               | 2.ª           |               |               |               | 1.ª           |
| Campeonato del Mundo         |               | 21            | 16            | 12            | 16            | 3.ª           | 2.ª           |               | 1.ª           | 1.ª           | 1.ª           |
| Campeonato Europeo           | 19            |               | 7             |               | 6             | 2.ª           | 1.ª           | 1.ª           | 1.ª           | 1.ª           | 1.ª           |
| Trofeo de Richmond           |               | 2.ª           | 3.ª           | 1.ª           | 1.ª           | 1.ª           |               |               |               |               |               |
| Nacional                     |               |               |               |               |               |               |               |               |               |               |               |
| Campeonato de Países Bajos   | 3.ª.          | 2.ª           | 2.ª           | 2.ª           | 2.ª           | 1.ª.          | 1.ª           | 1.ª           | 1.ª           | 1.ª           | 1.ª           |